# Sainte-Gauburge-Sainte-Colombe
Sainte-Gauburge-Sainte-Colombe là một xã trong tỉnh Orne, vùng Normandie tây bắc nước Pháp. Xã Sainte-Gauburge-Sainte-Colombe nằm ở khu vực có độ cao trung bình 246 mét trên mực nước biển.